# Рані-кі-вав
Рані-кі-вав (гудж. રાણકી વાવ, гінді रानी की वाव, англ. Rani ki vav, «Колодязь королеви») — східчаста криниця, розташована в місті Патан, штат Гуджарат, Індія. Один з найвизначніших зразків гуджаратських східчастих криниць XI ст. Споруда добре збереглася в первісному вигляді завдяки тому, що порівняно недовго використовувалася і була похована під мулом і піском. Відновлена в другій половині XX ст.
Криниця глибшає зі сходу на захід, до джерела води ведуть чотири павільйони з кам'яними сходами, колонами та балками. Споруда прикрашена різноманітними скульптурами.

## Історія
Рані-кі-вав споруджено в XI столітті, в період правління династії Соланка, що володіла цими землями з 960 до 1243 роки. Прийнято вважати, що Рані-кі-вав зведено на честь правителя Бгімдеви I (1022—1063) його вдовою Удаяматі або, можливо, його сином Карнадевою I. Будівництво східчастої криниці почалося в 1063 році і завершилося через понад два десятиліття, приблизно в 1090 році.
Між XIII і XIV ст. східчасту криницю затопила річка Сарасваті. Більшість споруди опинилися під піском і мулом, що перешкодило її використанню, проте врятувало Рані-кі-вав від вандалізму та перебудови наступними ісламськими правителями. Крім того, оскільки частина споруди була видна над землею, вона лишалася відомою.
У 1805 і 1811 роках частини верхніх поверхів, які зруйнувалися, але не були засипані піском, вивіз тодішній власник землі, Бахадурсінгх Барот, і використав для будівництва нової східчастої криниці в Патані.
У 1890-х роках історики Генрі Коузенс і Джеймс Берджесс відвідали криницю, коли її було повністю поховано під землею, і виднілися лише кілька колон. У 1960-х роках і далі Археологічній службі Індії вдалося осушити криницю, частково встановити на місце стіни та скульптури. У 1987—1988 в Рані-кі-вав була виявлена мармурова скульптура, що зображає Удаяматі.
22 червня 2014 року Рані-кі-вав було занесено до списку об'єктів Світової спадщини ЮНЕСКО.

## Архітектура
Рані-кі-вав розташовано на березі річки Сарасваті. Архітектура належить до стилю Чаулук'я або Соланкі, більш відомого як стиль Мару-Гурджара, що з'явився в XI—XIII ст. на території сучасних Гуджарату та Раджастану.
Максимальна довжина складає 70 м, ширина — 23 м, глибина — 28 м. Криницю орієнтовано у напрямку схід-захід (вісь відхиляється на 3° за годинниковою стрілкою). Споруда поєднує всі основні компоненти східчастої криниці, включаючи ступінчастий коридор, що починається на рівні землі, серію з чотирьох павільйонів, поділених на поверхи зі збільшенням кількості поверхів на захід, вертикальну шахту та резервуар для надлишкової води. Рані-кі-вав формально визнана пам'яткою старовини національного значення та оточено охоронною зоною завширшки 100 м, де заборонено будівництво.
Четвертий павільйон має сім поверхів, з яких збереглися п'ять найнижчих і стовпи та цоколь шостого поверху. Там міститься резервуар прямокутної форми 9,5 м на 9,4 м, на глибині 23 м. В кінці споруди — лійкоподібна вертикальна шахта, верхній діаметр якої становить 10 м, а на глибині 30 м звужується до 7 м. Відповідаючи 7-и рівням четвертого павільйону, шахта розділена на 7 частин. З неї вода надходила до резервуару в будь-який сезон.
Рані-кі-вав побудовано як перевернутий храм, що підкреслює святість води. Криницю прикрашенено скульптурними панелями. Всередині міститься понад 500 головних скульптур і понад тисяча другорядних, які поєднують релігійні, міфологічні та світські образи, часто посилаючись на літературні твори. Зокрема, там є скульптури Вішну, Кубери, Ґанеші, Лакшмі-Нараяни, Шиви-Парваті, Брахми, Наваґрахи та різноманітних аватар Шиви, а також апсарів, нагаканьїв, йогінів, садху. Деякі скульптури прив'язані до сторін світу: на стінах Рані-кі-вави зображені боги Індра, правитель сходу, Аґні, правитель південного сходу, Яма, правитель півдня, Нірруті, правитель південного заходу, Варуна, правитель заходу, Вайю, правитель північного заходу, Кубера, правитель півночі, та Ішана, правитель північного сходу. Для запобігання обвалу, споруда підтримується всередині каркасом із балок і колон. У споруді спершу було 292 колони, з яких залишилося 226.

## Галерея

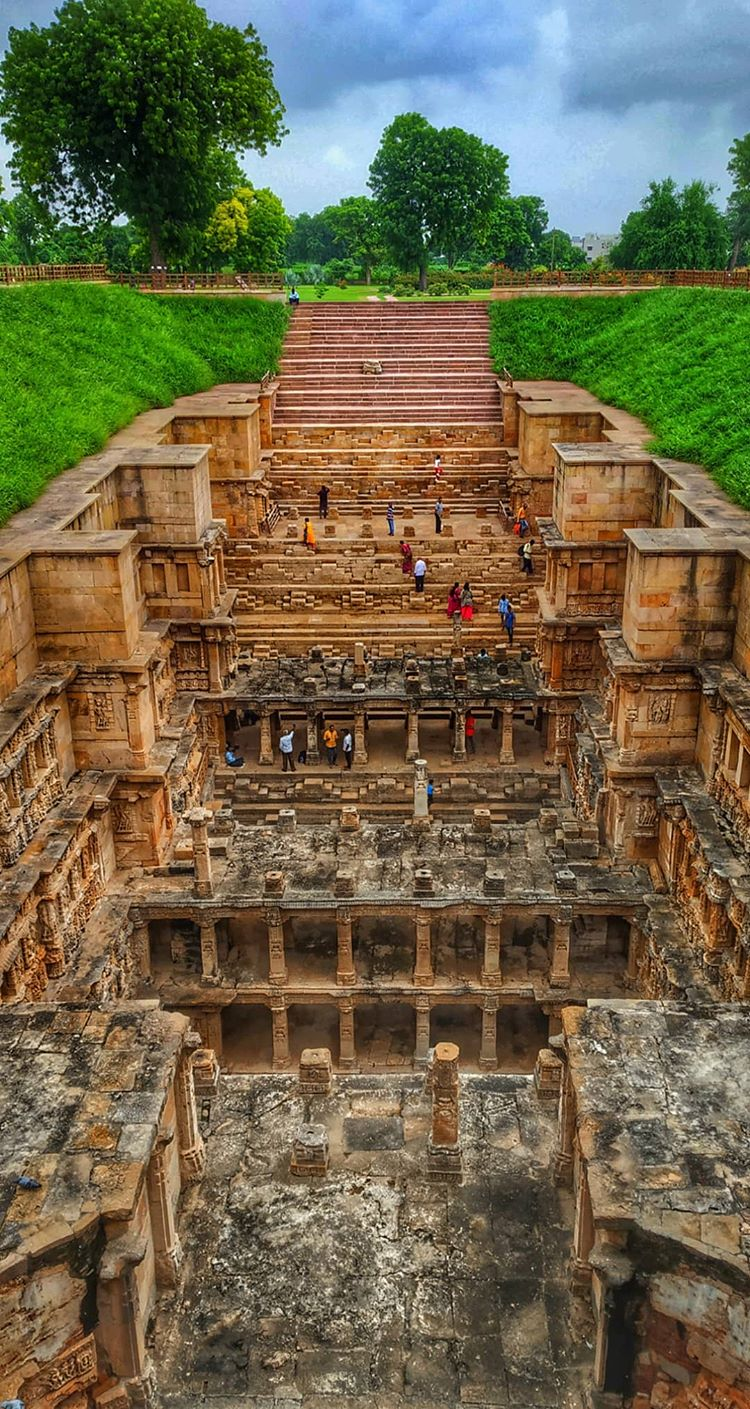
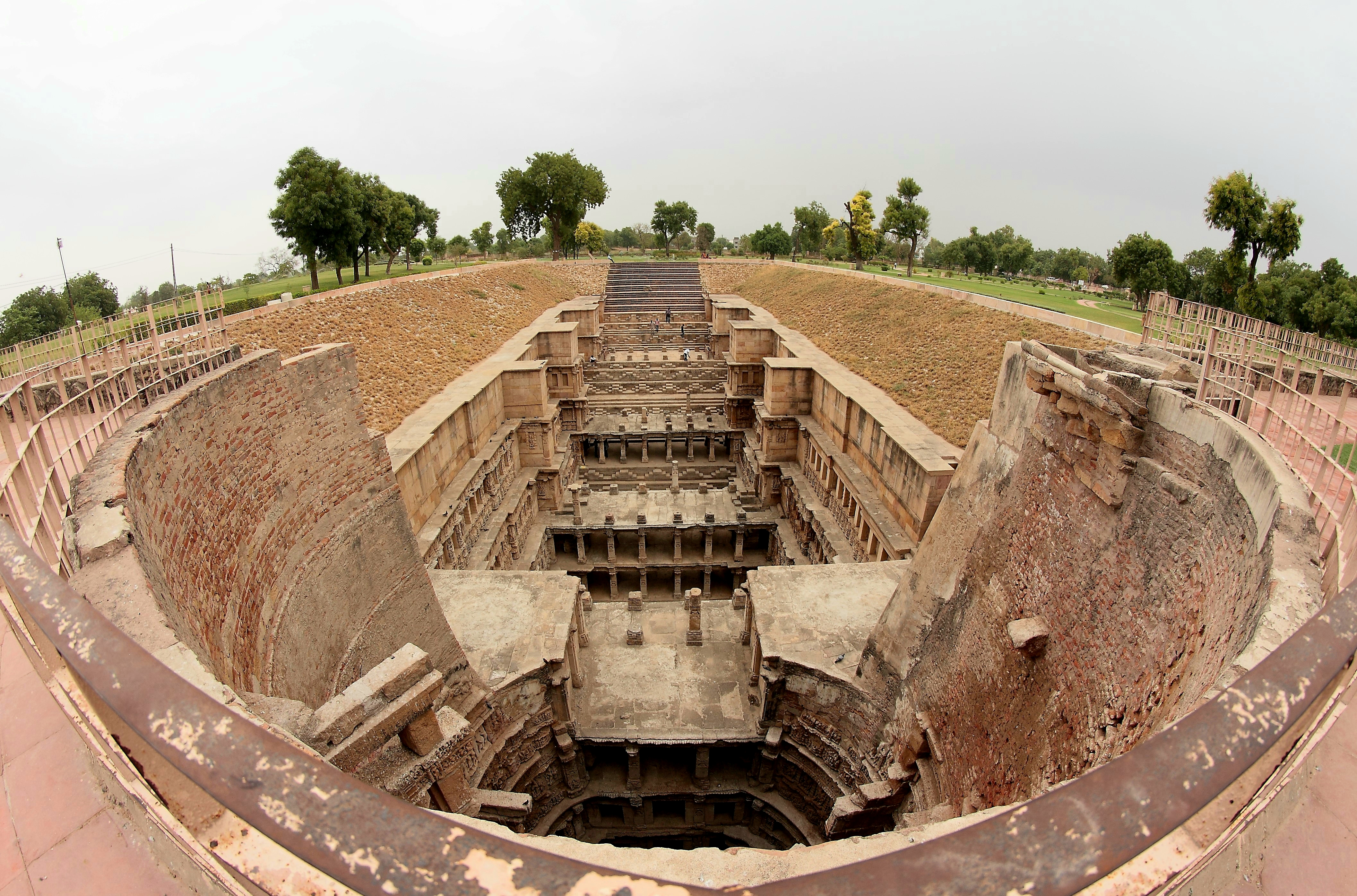
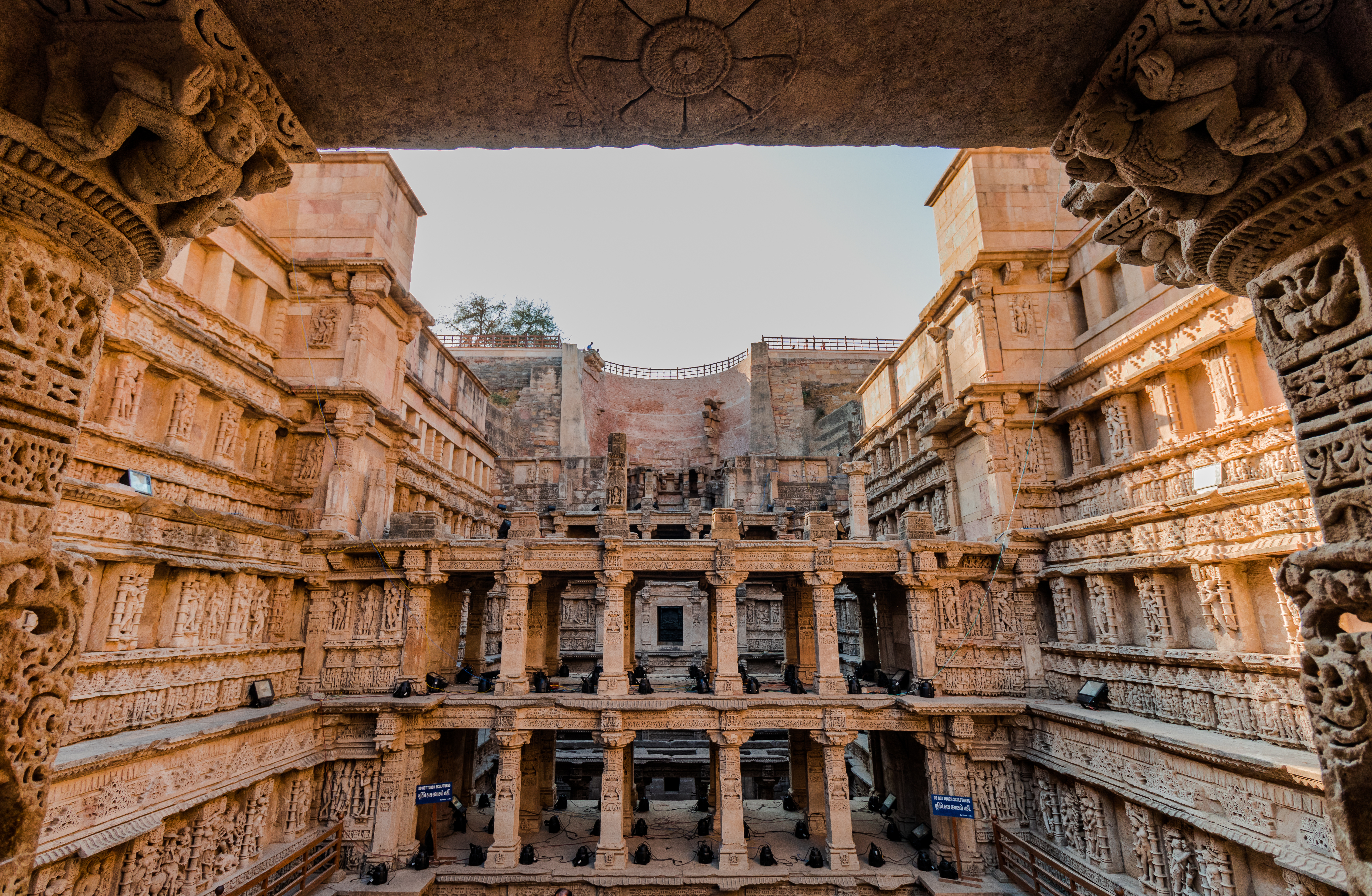
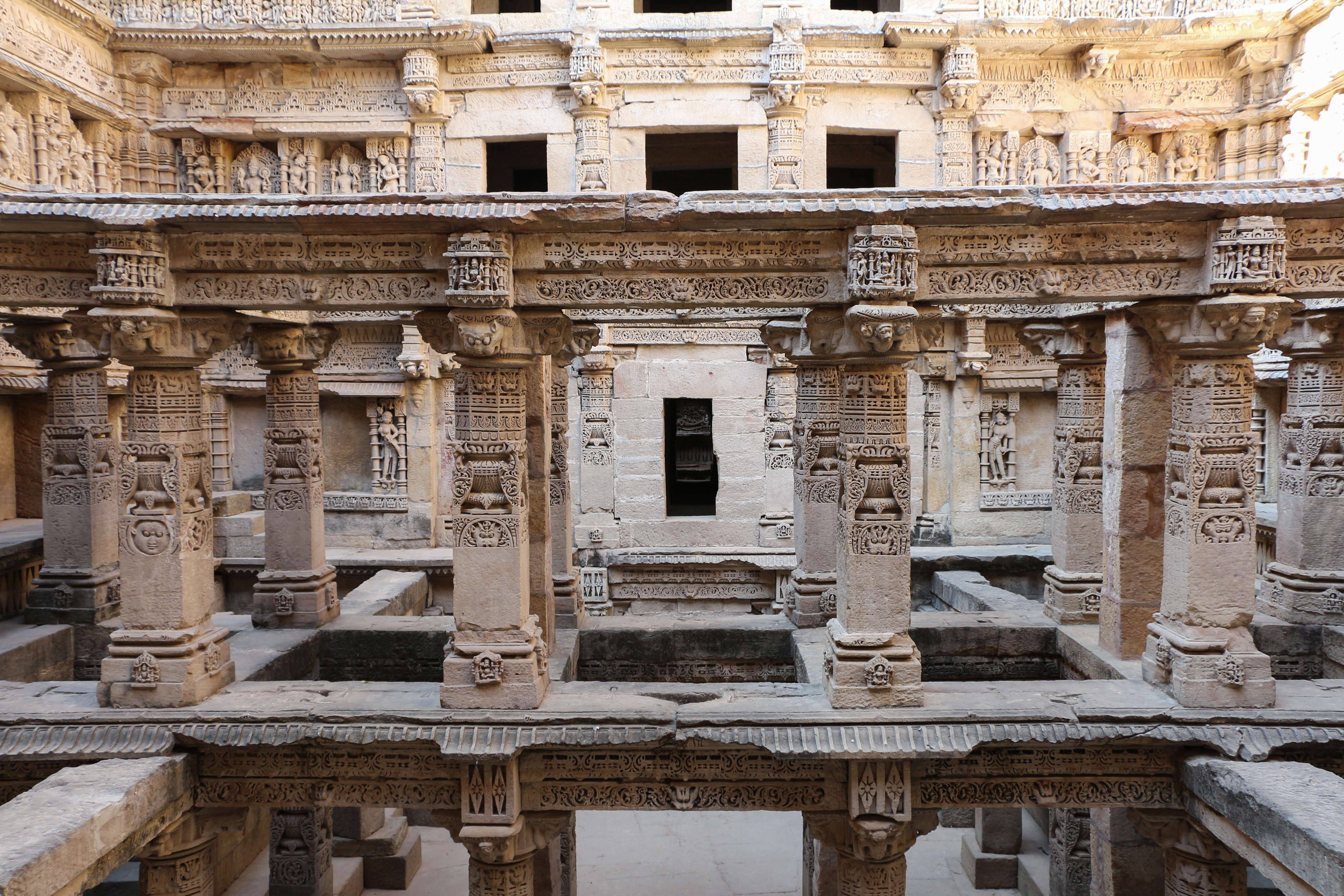
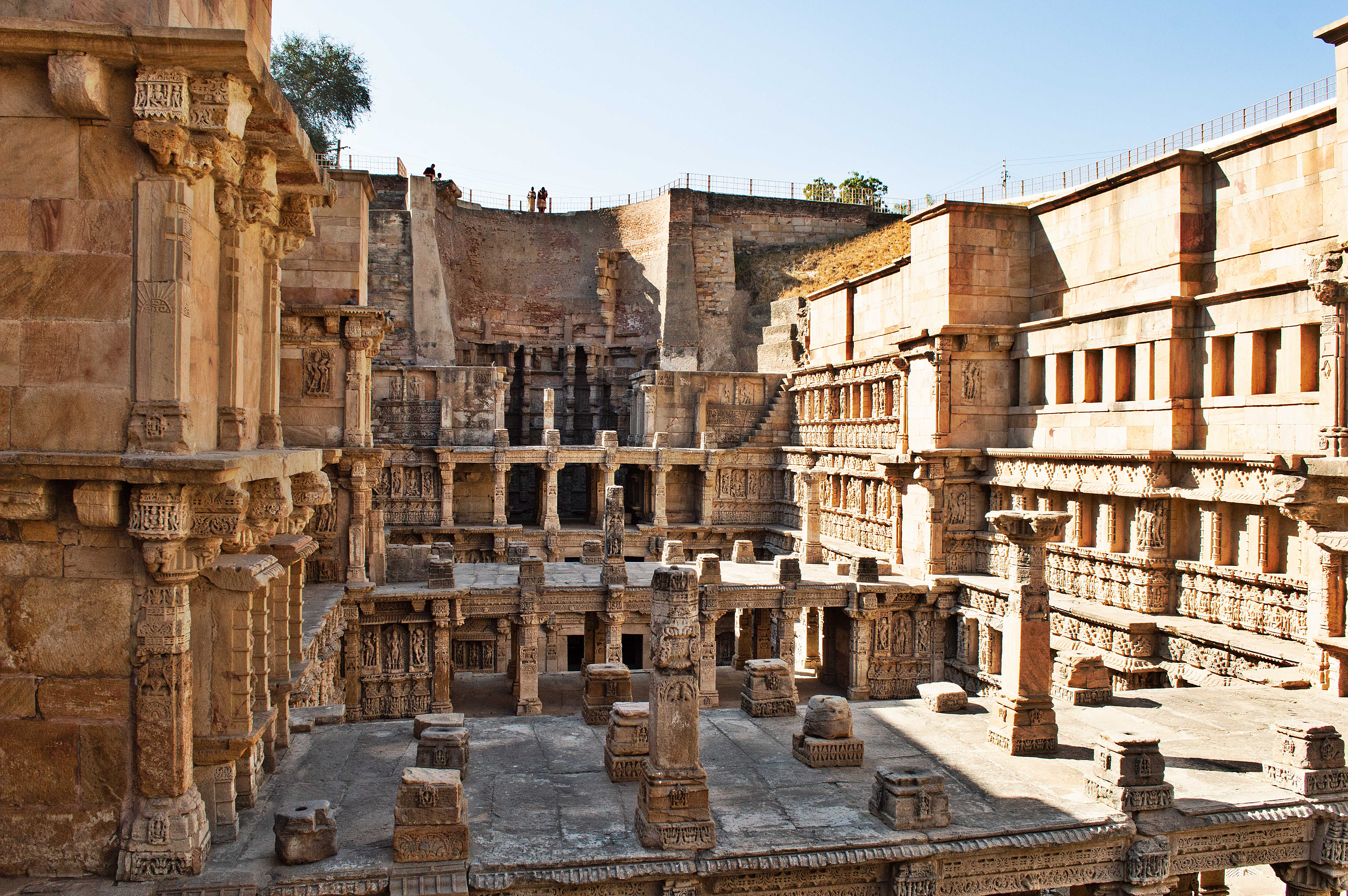
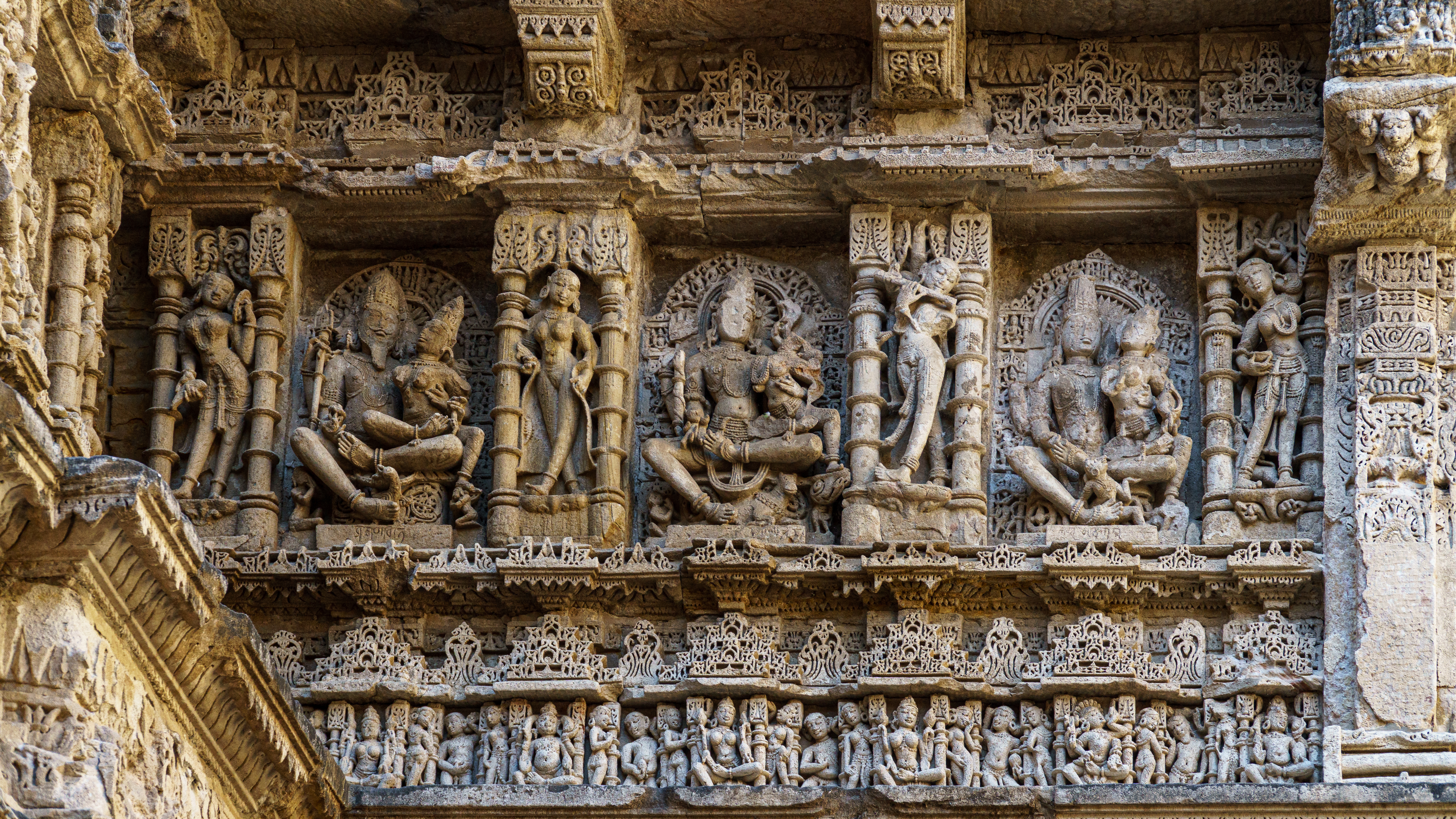
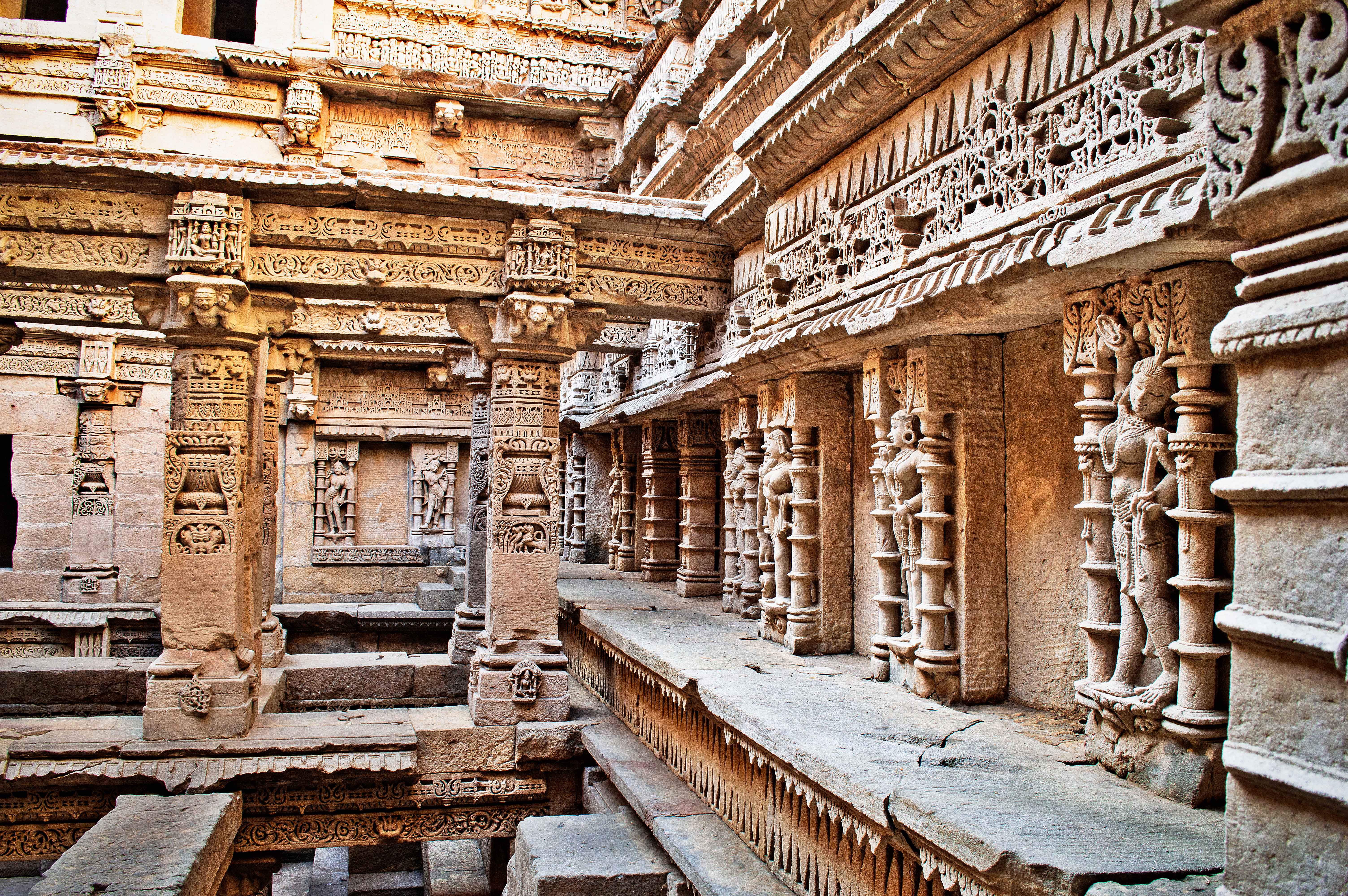
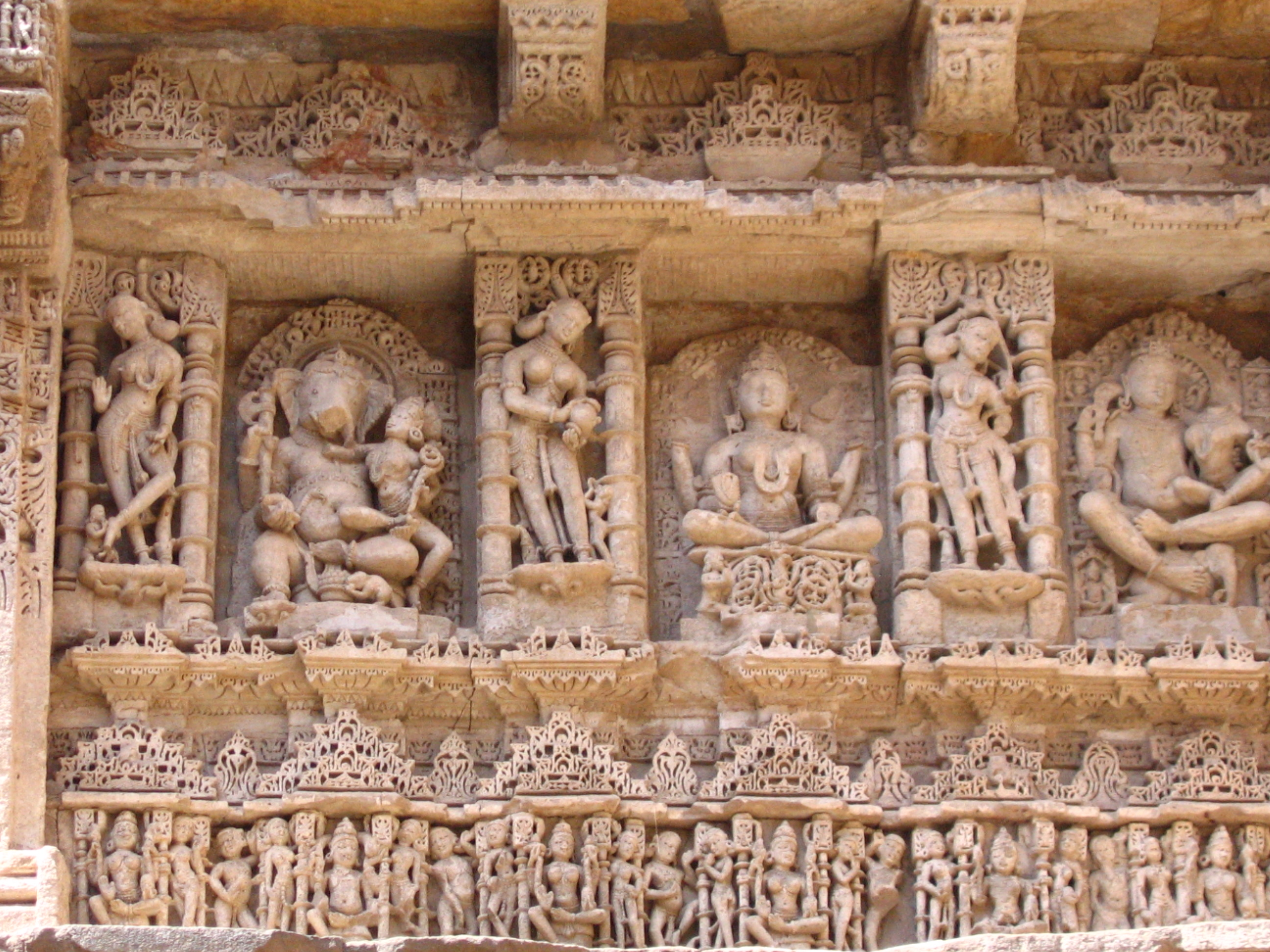
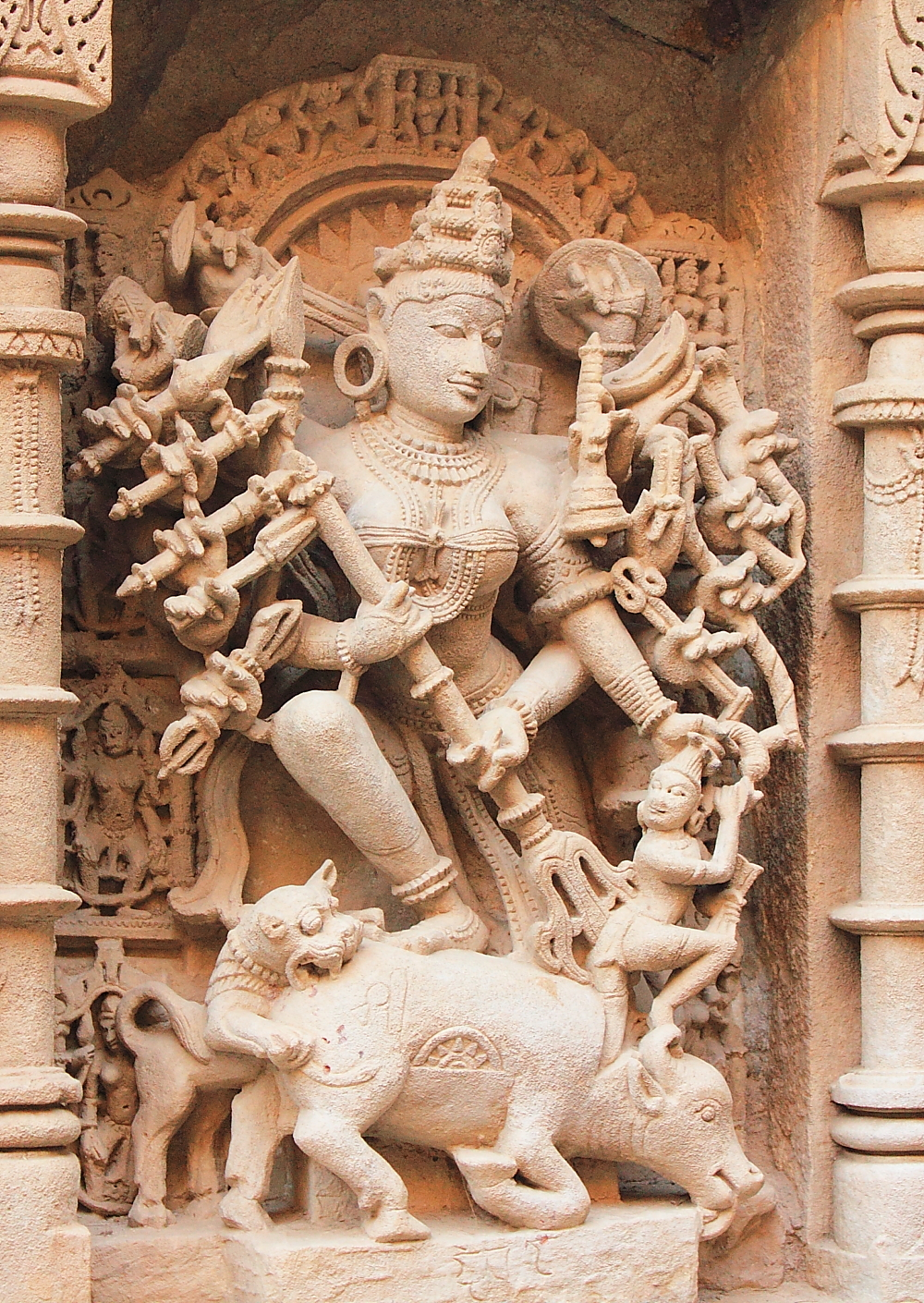